# Dennenberg
De Dennenberg is een beklimming in de wielersport in Nederlands Limburg, tussen Bunde en Kasen. De Dennenberg is 800 meter lang, het gemiddelde stijgingspercentage is 7% (maximaal 12%). Ook bekend als Kloosterberg.